# Modestia

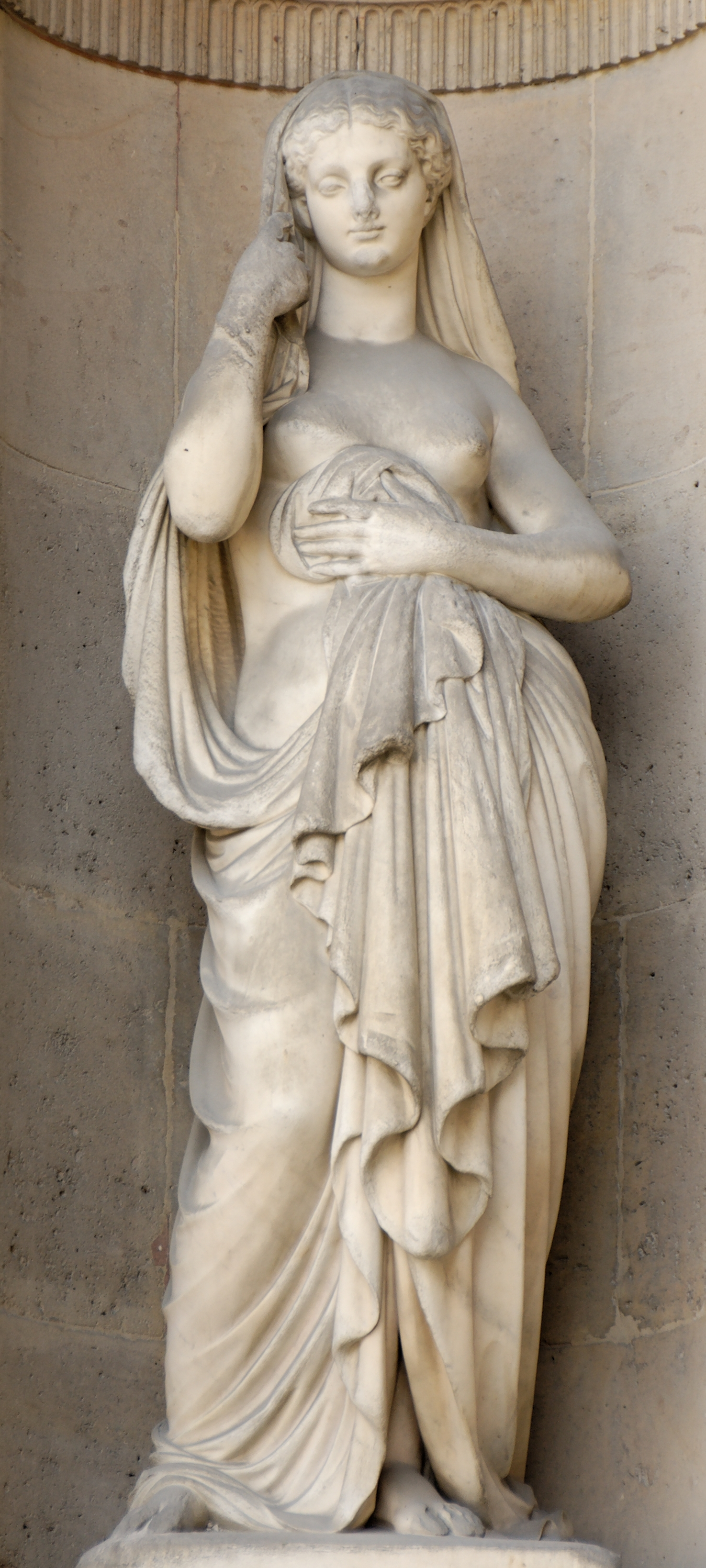
Alegoría de la modestia en la fachada este del Louvre (cour Carrée), obra de Louis-Léopold Chambard en 1861.

La modestia es la cualidad de la persona modesta, que no tiene ni muestra una alta opinión de sí misma. Entre los clásicos fue considerada una virtud y se relacionó con la humildad o la ausencia de vanidad o engreimiento, la ostentación y la soberbia.
En la iconografía ha sido presentada como una joven vestida de blanco, con la mirada baja y «un ojo entornado», que en algunos casos sostiene un cetro. Se simboliza con el emblema de la violeta. Puede aparecer como sinónimo de moderación, sencillez y humildad, y antónimo de la falsa modestia, la ostentación, la soberbia y la vanidad.
Tradicionalmente, la norma social recomienda en el individuo modesto evitar la excesiva atención personal, con medida y limitación tanto en acciones como actitudes, lo que hace que en ocasiones la modestia se confunda con la timidez o la simpleza de ánimo. Ha sido considerada de manera alternativa como virtud antigua asociada a la humildad, pero enfrentada con la autoestima.[cita requerida]
Juan de Mairena, apócrifo de Antonio Machado, recomendaba a sus imaginarios alumnos: «Sed modestos: yo os aconsejo la modestia, o, por mejor decir: yo os aconsejo un orgullo modesto, que es lo español y lo cristiano. Recordad el proverbio de Castilla: "Nadie es más que nadie". Esto quiere decir cuánto es difícil aventajarse a todos, porque, por mucho que un hombre valga, nunca tendrá valor más alto que el de ser hombre. Así hablaba Mairena a sus discípulos. Y añadía: ¿Comprendéis ahora por qué los grandes hombres solemos ser modestos?».